# Viervlekkapoentje
Het viervlekkapoentje (Nephus quadrimaculatus) is een keversoort uit de familie lieveheersbeestjes (Coccinellidae). De wetenschappelijke naam van de soort werd in 1783 gepubliceerd door Johann Friedrich Wilhelm Herbst.